# جراحی پلاستیک

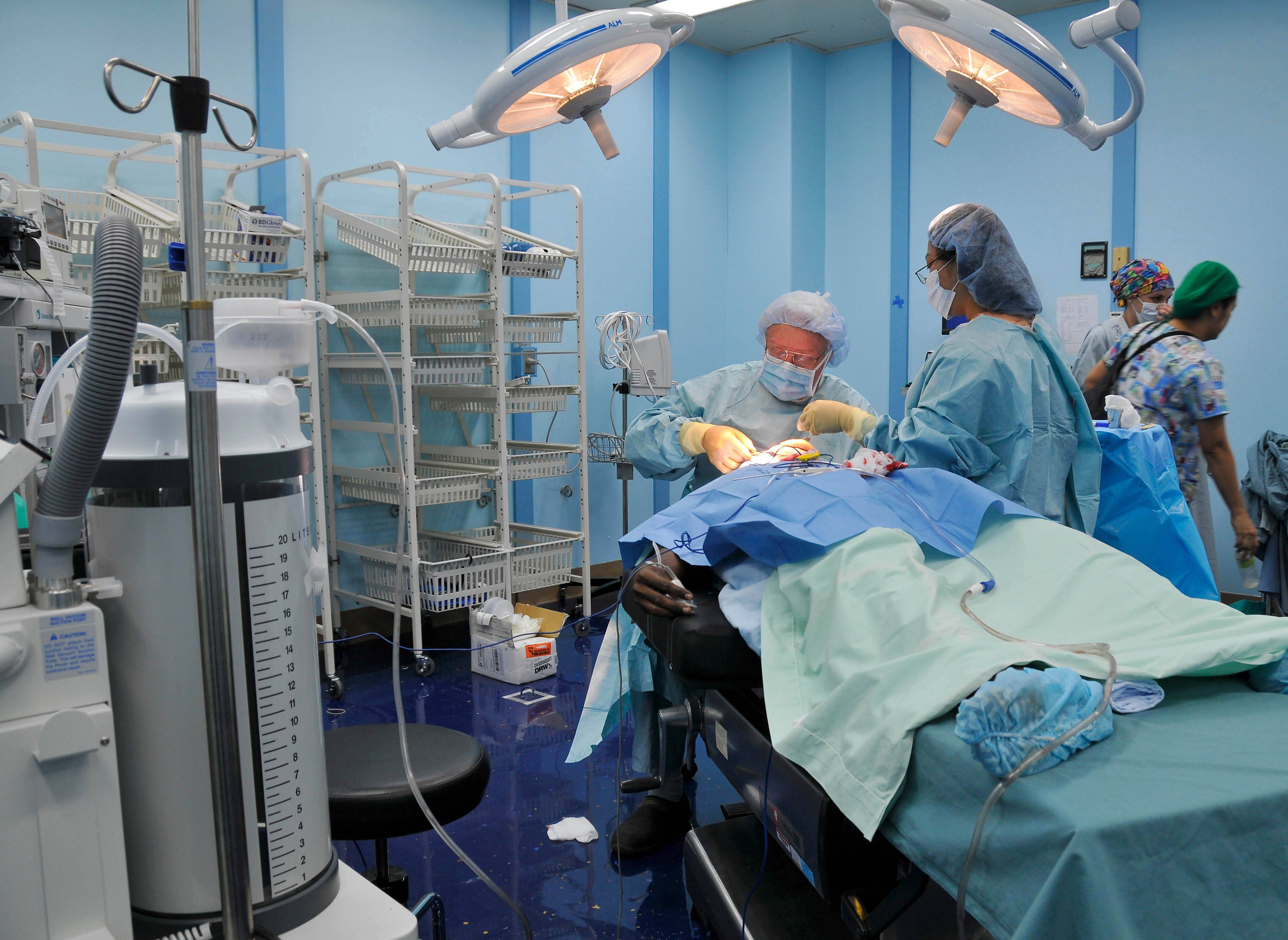
انجام جراحی ترمیمی بر روی یک بیمار ۲۱ ساله توسط پزشکان نیروی دریایی آمریکا

جراحی پلاستیک (به انگلیسی: Plastic surgery) یک تخصص جراحی است که شامل ترمیم، بازسازی یا تغییر بدن انسان می‌شود. جراحی پلاستیک را می‌توان به دو دسته اصلی تقسیم کرد: جراحی ترمیمی و جراحی زیبایی. جراحی ترمیمی شامل جراحی جمجمه، جراحی دست، ریزجراحی و درمان سوختگی است. در حالی که هدف جراحی ترمیمی بازسازی بخشی از بدن یا بهبود عملکرد آن است، جراحی زیبایی با هدف بهبود ظاهر آن انجام می‌شود.
آمریکا، برزیل، چین، ژاپن و کره جنوبی به ترتیب بیشترین جراحان پلاستیک را داشته و بیشترین آمار جراحی پلاستیک به ازای هر ۱۰۰ هزار نفر جمعیت در سال ۲۰۱۶ به ترتیب متعلق است به: یونان، بلژیک، تایوان، ایتالیا، لبنان، آمریکا، برزیل، کلمبیا، اسپانیا و ترکیه.

## تاریخچه

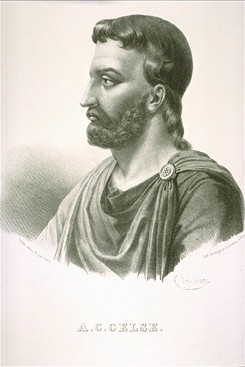
محقق رومیآلوس کورنلیوس سلسوس تکنیک های جراحی از جمله جراحی پلاستیک را در قرن اول پس از میلاد ثبت کرد.

### ایران

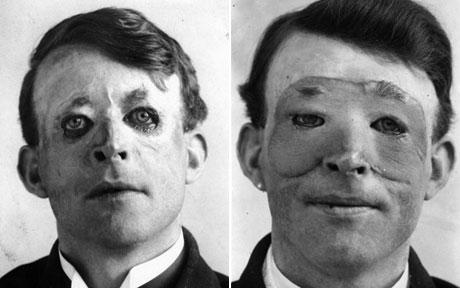
والتر یو، سرباز انگلیسی که اغلب به عنوان اولین فردی که از جراحی پلاستیک سود برد شناخته می‌شود. عکس او را پیش از عمل (چپ) و بعد از عمل (راست) نشان می‌دهد که در سال ۱۹۱۲ بدست هارلد گیلیز، پیوند پوست خورده‌است

در این زمینه اطلاعات دقیقی در دست نیست، اما وجود داستانی در کوش نامه ایرانشان مشخص می‌کند که این شیوه جراحی در ایران قدمتی هزاران ساله دارد. هنگامی که کوش پیل دندان برادر زاده ضحاک ماردوش که گوش ها و دندان هایی شبیه به فیل داشت با حکیمی که از نسل جمشید است ملاقات می کند، حکیم او را از گمراهی نجات می دهد و به عنوان پاداش با عمل جراحی صورت کوش را به شکل انسان برمی گرداند و کوش پیل دندان نیز در باقی عمر خود به دادگری و گسترش خداپرستی می‌پردازد.

### جهان
روش‌های جراحی ترمیمی در هندوستان در ۲۰۰۰ (پیش از میلاد) انجام می‌شد. سوشروتا، که به عنوان پدر جراحی در نظر گرفته می‌شود، در سدهٔ سدهٔ ۶ پیش از میلاد، مشارکت‌های مهمی را در زمینهٔ جراحی پلاستیک و آب مروارید انجام داد. کارهای پزشکی هر دوی سوشتروتا و چاراک در زمان عباسیان در ۷۵۰ میلادی به عربی ترجمه شدند. بعدتر این آثار عربی از طریق واسطه‌ها به اروپا راه یافت. در ایتالیا خانوادهٔ برانکای سیسیلی و گاسپاره تاگلیکوزی (بُلُگنا) با روش‌های سوشروتا آشنا شدند.
رومی ها همچنین از حدود قرن اول قبل از میلاد با استفاده از تکنیک های ساده مانند ترمیم گوش های آسیب دیده، جراحی زیبایی پلاستیک انجام می دادند.  آن ها به دلایل مذهبی، انسان و حیوانات را کالبد شکافی نمی کردند، بنابراین، دانش آنها به طور کامل مبتنی بر متون پیشینیان آنها بود. 
اما سابقه جراحی پلاستیک به شکل فعلی به دوره نوزایی در کشور ایتالیا بر می‌گردد که جراح مربوطه با اتهام اهالی کلیسا به عنوان دخالت در کار خدا مغضوب و مطرود شد.
اولین جراح پلاستیک آمریکایی John Peter Mettauer در سال ۱۸۲۷ شکاف کام را ترمیم نمود.

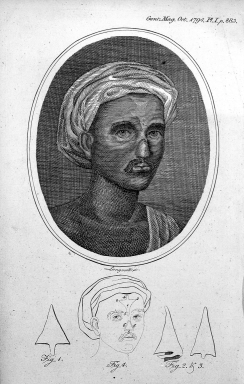
تصویری از روش بازسازی بینی قرن 18 از پونا که توسط یک سفالگر هندی انجام شده است، از مجله جنتلمن ، 1794

## انواع
برخی از رایج‌ترین اعمال جراحی پلاستیک عبارتند از:ابدومینوپلاستی، لابیاپلاستی، بلفاروپلاستی، رینوپلاستی، ماموپلاستی، فالوپلاستی، ترمیم چانه، اتوپلاستی، لیپوساکشن و…
ابدومینوپلاستی Abdominoplasty عمل جراحی باز شکم جهت خارج کردن چربی‌های اضافی و کوچک کردن شکم می‌باشد.
لابیاپلاستی Labiaplasty عمل کوچک کردن لبه‌های خارجی واژن جهت زیباسازی و جوانسازی ناحیه تناسلی زنان امروزه در دنیای غرب شایعترین و جدیدترین جراحی پلاستیک به‌شمار می‌رود.
لیپوساکشن Liposuction یک روش تخلیه چربی است که بافت‌های چربی حرارت می‌بینند و از طریق مکنده از بدن تخلیه می‌شود. در لیپوساکشن چربی تخلیه شده قابل تزریق به سایر قسمت‌های بدن نیست.

### جراحی زیبایی
جراحی زیبایی (به انگلیسی: Cosmetic Surgery) بخشی از جراحی پلاستیک است که شامل تعدادی از عمل‌های جراحی است که به منظور بهبود ظاهر، زیبایی صورت یا بدن فرد انجام می‌شود. هدف از جراحی‌های زیبایی اصلاح ویژگی‌هایی‌ از بدن است که ممکن است فرد به دلایل مختلف مانند آسیب‌دیدگی، نارضایتی شخصی با توجه به استانداردهای زیبایی و موارد دیگر، آن‌ها را دوست نداشته باشد.

#### جراحی زیبایی در ایران
در ایران، جراحی‌های زیبایی نه تنها به دلایل زیبایی‌شناختی بلکه به دلایل فرهنگی و اجتماعی انجام می‌شود و عمر آن تنها به دهه‌های اخیر بازمی‌گردد. سیروس اصانلو که از او به عنوان پدر جراحی پلاستیک ایران یاد می‌شود، بعد از اتمام تحصیلات آکادمیک در آمریکا و بازگشت به ایران، در سال۱۳۳۰ بخش جراحی پلاستیک را در بیمارستان امام خمینی که یک بیمارستان هزار تختخوابی است، راه‌اندازی و اولین جراحی‌های زیبایی و ترمیمی را در این بیمارستان انجام داد.

#### انواع جراحی زیبایی
انواع جراحی‌‎های زیبایی به شرح زیر است:
- افزایش حجم سینه (پروتز سینه) Augmentation Mammaplasty (Breast Augmentation)
- برداشتن چربی گونه (کاهش حجم گونه) Buccal Fat Removal (Cheek Reduction)
- جراحی چانه (ژنیوپلاستی/منتوپلاستی) Chin Surgery (Genioplasty/Mentoplasty)
- درم ابرژن (بازسازی پوست) Dermabrasion (Skin Resurfacing)
- جراحی گوش (اوتوپلاستی) Ear Surgery (Otoplasty)
- کشیدن پوست صورت (ریتیدکتومی) Facelift (Rhytidectomy)
- جراحی ژنیکوماستی (کاهش حجم سینه در مردان) Gynecomastia Surgery (Male Breast Reduction)
- پیوند و بازسازی مو Hair Transplantation and Restoration
- فرم‌دهی فک Jaw Contouring
- لیفت زانو Knee Lift
- لیپوساکشن (چربی‌برداری) Liposuction (Lipoplasty)
- جراحی لیزری Laser Surgery
- جراحی شکم و پهلو بعد از زایمان (مامی میک اور)  Mommy Makeover
- لیفت گردن (ریتیدکتومی پایینی) Neck Lift (Lower Rhytidectomy)
- Open Rhinoplasty: رینوپلاستی باز
- فیزیوگنومی (تعادل و بهبود چهره) Physiognomy (Facial Balancing and Enhancing)
- افزایش سریع حجم سینه Quick Recovery Breast Augmentation
- رینوپلاستی (جراحی بینی) Rhinoplasty (Nose Surgery)
- درمان رگ‌های عنکبوتی (اسکلروتراپی) Spider Vein Treatment (Sclerotherapy)
- کشیدن پوست شکم (ابدومینوپلاستی) Tummy Tuck (Abdominoplasty)
- لیفت بازو (براکیوپلاستی) Upper Arm Lift (Brachioplasty)
- واژینوپلاستی (زیبایی واژن) Vaginoplasty
- لیپوساکشن با کمک آب (WAL) Water Assisted Liposuction (WAL)
- برداشتن زانتلاسما Xanthelasma Removal
- جوان‌سازی دست Youthful Hand Rejuvenation
- کاهش استخوان زیگوماتیک (کاهش حجم استخوان گون) Zygomatic Bone Reduction (Cheekbone Reduction)

## عوارض، خطرات، و برگشت‌ها

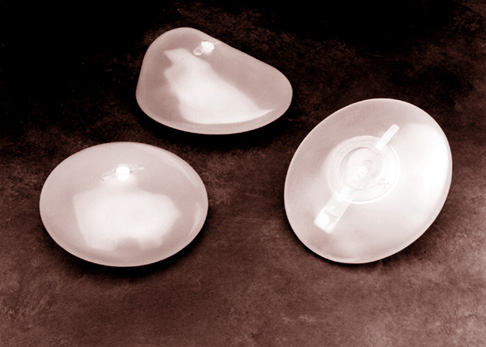
چند ایمپلنت سیلیکونی سینه

هر نوع عمل جراحی خطراتی دارد. عوارض شایع جراحی زیبایی شامل هماتوم، آسیب عصبی، عفونت، رد زخم، شکست ایمپلنت و آسیب اندام است. درون‌کاشت پستان می‌تواند عوارض زیادی از جمله پارگی داشته باشد. آیزنبرگ در مطالعه‌ای روی ۴۷۶۱ بیمار ماماپلاستی تقویتی خود گزارش داد که پر کردن بیش از حد ایمپلنت‌های سینه نمکی ۱۰ تا ۱۳ درصد به‌طور قابل‌توجهی باعث کاهش نرخ پارگی و کاهش تورم به ۱٫۸۳ درصد در ۸ سال پس از کاشت شد. در سال ۲۰۱۱ سازمان غذا و داروی آمریکا یا FDA اعلام کرد که از هر ۵ بیمار که برای بزرگ کردن سینه ایمپلنت دریافت کرده‌اند، یک نفر باید ظرف ۱۰ سال پس از کاشت ایمپلنت برداشته شود.